# Bill Guerin
William Robert "Bill" Guerin, född 9 november 1970 i Worcester, Massachusetts, är en amerikansk före detta professionell ishockeyspelare och aktiv befattningshavare som är assisterande general manager för den amerikanska ishockeyorganisationen Pittsburgh Penguins i National Hockey League (NHL) sedan 6 juni 2014.
Han tillbringade 18 säsonger i den nordamerikanska ishockeyligan NHL, där han spelade för ishockeyorganisationerna New Jersey Devils, Edmonton Oilers, Boston Bruins, Dallas Stars, St. Louis Blues, San Jose Sharks, New York Islanders och Pittsburgh Penguins. Guerin lyckades producera 856 poäng (429 mål och 427 assists) samt 1 660 utvisningsminuter på 1 263 grundspelsmatcher. Han spelade även på lägre nivåer för Utica Devils i AHL och Boston College Eagles (Boston College) i NCAA.
Guerin draftades i första rundan i 1989 års draft av New Jersey Devils som femte spelare totalt.
Han debuterade i NHL 1991 för Devils, med vilka han vann Stanley Cup säsongen 1994-1995. Han har representerat USA i World Cup 1996 där USA tog guld. Han har även deltagit i de amerikanska landslagen i OS-turneringarna 1998, 2002 och 2006. 
Den 6 december 2010 meddelade Guerin att han avslutade sin hockeykarriär efter totalt 18 säsonger i NHL. Den 6 juni 2011 blev det offentligt att Penguins hade anställt Guerin som coach för spelarutveckling. Den 16 maj 2014 ville ägargruppen för Penguins göra en totalrenovering av sin ishockeyorganisation och valde sparka general managern Ray Shero. Den 6 juni samma år meddelade Penguins att man hade anställt Jim Rutherford som ny general manager, i den nya organisationen beslutade Rutherford att befordra Guerin till att bli assisterande general manager, som kommer delas med Tom Fitzgerald. Den dåvarande assisterande general managern Jason Botterill blev befordrad till associate general manager, en typ delad general manager-roll med Rutherford.

## Statistik
| 1985–1986   | Springfield Olympics  | NEJHL       | 48   | 26  | 19  | 45  | 71   | —   | —  | —  | —  | —   |
| 1986–1987   | Springfield Olympics  | NEJHL       | 32   | 34  | 20  | 54  | 40   | —   | —  | —  | —  | —   |
| 1987–1988   | Springfield Olympics  | NEJHL       | 38   | 31  | 44  | 75  | 146  | —   | —  | —  | —  | —   |
| 1988–1989   | Springfield Olympics  | NEJHL       | 31   | 32  | 35  | 67  | 90   | —   | —  | —  | —  | —   |
| 1989–1990   | Boston College Eagles | NCAA        | 39   | 14  | 11  | 25  | 64   | —   | —  | —  | —  | —   |
| 1990–1991   | Boston College Eagles | NCAA        | 38   | 26  | 19  | 45  | 102  | —   | —  | —  | —  | —   |
| 1991–1992   | New Jersey Devils     | NHL         | 5    | 0   | 1   | 1   | 9    | 6   | 3  | 0  | 3  | 4   |
|             | Utica Devils          | AHL         | 23   | 13  | 10  | 23  | 6    | 4   | 1  | 3  | 4  | 14  |
| 1992–1993   | New Jersey Devils     | NHL         | 65   | 14  | 20  | 34  | 63   | 5   | 1  | 1  | 2  | 4   |
|             | Utica Devils          | AHL         | 18   | 10  | 7   | 17  | 47   | —   | —  | —  | —  | —   |
| 1993–1994   | New Jersey Devils     | NHL         | 81   | 25  | 19  | 44  | 101  | 17  | 2  | 1  | 3  | 35  |
| 1994–1995   | New Jersey Devils     | NHL         | 48   | 12  | 13  | 25  | 72   | 20  | 3  | 8  | 11 | 30  |
| 1995–1996   | New Jersey Devils     | NHL         | 80   | 23  | 30  | 53  | 116  | —   | —  | —  | —  | —   |
| 1996–1997   | New Jersey Devils     | NHL         | 82   | 29  | 18  | 47  | 95   | 8   | 2  | 1  | 3  | 18  |
| 1997–1998   | New Jersey Devils     | NHL         | 19   | 5   | 5   | 10  | 13   | —   | —  | —  | —  | —   |
|             | Edmonton Oilers       | NHL         | 40   | 13  | 16  | 29  | 80   | 12  | 7  | 1  | 8  | 17  |
| 1998–1999   | Edmonton Oilers       | NHL         | 80   | 30  | 34  | 64  | 133  | 3   | 0  | 2  | 2  | 2   |
| 1999–2000   | Edmonton Oilers       | NHL         | 70   | 24  | 22  | 46  | 123  | 5   | 3  | 2  | 5  | 9   |
| 2000–2001   | Edmonton Oilers       | NHL         | 21   | 12  | 10  | 22  | 18   | —   | —  | —  | —  | —   |
|             | Boston Bruins         | NHL         | 64   | 28  | 35  | 63  | 122  | —   | —  | —  | —  | —   |
| 2001–2002   | Boston Bruins         | NHL         | 78   | 41  | 25  | 66  | 91   | 6   | 4  | 2  | 6  | 6   |
| 2002–2003   | Dallas Stars          | NHL         | 64   | 25  | 25  | 50  | 113  | 4   | 0  | 0  | 0  | 4   |
| 2003–2004   | Dallas Stars          | NHL         | 82   | 34  | 35  | 69  | 109  | 5   | 0  | 1  | 1  | 4   |
| 2005–2006   | Dallas Stars          | NHL         | 70   | 13  | 27  | 40  | 115  | 5   | 3  | 1  | 4  | 0   |
| 2006–2007   | St. Louis Blues       | NHL         | 61   | 28  | 19  | 47  | 52   | —   | —  | —  | —  | —   |
|             | San Jose Sharks       | NHL         | 16   | 8   | 1   | 9   | 14   | 9   | 0  | 2  | 2  | 12  |
| 2007–2008   | New York Islanders    | NHL         | 81   | 23  | 21  | 44  | 65   | —   | —  | —  | —  | —   |
| 2008–2009   | New York Islanders    | NHL         | 61   | 16  | 20  | 36  | 63   | —   | —  | —  | —  | —   |
|             | Pittsburgh Penguins   | NHL         | 17   | 5   | 7   | 12  | 18   | 24  | 7  | 8  | 15 | 15  |
| 2009–2010   | Pittsburgh Penguins   | NHL         | 78   | 21  | 24  | 45  | 75   | 11  | 4  | 5  | 9  | 2   |
| NHL totalt  | NHL totalt            | NHL totalt  | 1263 | 429 | 427 | 856 | 1660 | 140 | 39 | 35 | 74 | 162 |
| AHL totalt  | AHL totalt            | AHL totalt  | 40   | 23  | 17  | 40  | 53   | 4   | 1  | 3  | 4  | 14  |
| NCAA totalt | NCAA totalt           | NCAA totalt | 77   | 40  | 30  | 70  | 166  | —   | —  | —  | —  | —   |